# Шереметьєв Петро
Шереметьєв Петро (— 27 квітня 1690) — російський державний діяч в Україні, київський воєвода (1666—1669); став на оборону Києво-Могилянської Колегії, коли 1666 року московський уряд хотів її закрити. Перед воєводою Шереметьєвим 1666 року протестував єпископ Методій Филимонович проти заходів Москви призначити московського митрополита у Києві.

## Життєпис
З московського боярського роду тюркського походження.
Старший син Василя Петровича Шереметєва, батько Бориса Шереметєва. Протягом 1645—54 служив при дворі московського царя Олексія Михайловича.
Був у складі московської армії, що прийшла на допомогу гетьману Богданові Хмельницькому під час Національної революції 1648—1676 років.
Брав участь у московсько-польських переговорах другої половини 1650-х років. Виступав проти гетьмана І.Виговського в московсько-українській війні 1658—1659 років. На прохання наказного гетьмана Якима Сомка та гетьмана Івана Брюховецького на чолі московських підрозділів здійснював походи до Севська (нині місто Брянської обл., РФ) та Путивля (1662, 1663, 1664) для оборони від військ польського короля Яна II Казимира Ваза. 1662 став севським воєводою.
Протягом 1665—69, 1681 — воєвода московського гарнізону в Києві. 22—23 лютого 1666 єпископ Мефодій Филимонович разом з київськими ігуменами домагалися від Шереметьєва дозволу надіслати до царя Олексія Михайловича чолобитників з вимогою збереження їхніх стародавніх прав і свобод, які порушувалися призначенням митрополита з Москви замість вільного його обрання. Воєвода дозволив поїхати з «чолобитною» до царя ігуменові Київського Свято-Кирилівського монастиря Мелетію Дзику. Шереметьєв не міг належно забезпечити утримання в Україні 6 тис. «ратних людей», а також придушував антимосковське повстання 1668 на чолі з І. Брюховецьким (див. Повстання 1668). Поза тим сприяв діяльності Київського колегіуму та підтримував стосунки з українським духовенством. Ігумен Київського Межигірського Спасо-Преображенського монастиря Феодосій Васковський присвятив йому «Орацію на воскресеніе Христово до Шеремета Петра Васильевича» (1681). У Києві мав при собі співаків і музикантів з українців, яких забрав із собою до Росії. Проводив переговори з гетьманом П. Дорошенком про його перехід під владу царя Олексія Михайловича. 1670 перебував у Казані (нині столиця Татарстану, РФ), а 1671 обороняв м. Симбірськ (нині м. Ульяновськ, РФ) від нападу військ козацьких отаманів В. Уса і Ф. Шелудяка під час повстання С. Разіна. Протягом 1673—75 був новгородським воєводою, 1676—78 — тобольським воєводою.
Боровся проти руху розкольників у Російській православній церкві.
У 1675 та 1679 роках перебував з московськими військами в Києві на запрошення гетьмана І. Самойловича для оборони від турецьких військ. 1682 придушував повстання стрільців у Москві, за що отримав чин «оружничого». Був одружений з Анною Федорівною Волинською (із 1643), а потім — з Марією Іванівною Шишкіною. Старший син Шереметьєва від першого шлюбу — Борис Петрович — започаткував графську гілку роду.